# Cyathea pacifica
Cyathea pacifica är en ormbunkeart som beskrevs av Karel Domin. Cyathea pacifica ingår i släktet Cyathea och familjen Cyatheaceae. Inga underarter finns listade.